# Јелов Кланац
Јелов Кланац је насељено мјесто у општини Раковица, на Кордуну, у Карловачкој жупанији, Република Хрватска.

## Географија
Јелов Кланац се налази око 1,5 км западно од Раковице.

## Историја
Јелов Кланац се од распада Југославије до августа 1995. године налазио у Републици Српској Крајини. До територијалне реорганизације у Хрватској насеље се налазило у саставу бивше велике општине Слуњ.

## Становништво
Према попису становништва из 2011. године, насеље Јелов Кланац је имало 85 становника.
| Демографија | Демографија | Демографија |
| Година      | Становника  | Становника  |
| ----------- | ----------- | ----------- |
| 1971.       | 318         |             |
| 1981.       | 0           |             |
| 1991.       | 0           |             |
| 2001.       | 109         |             |

- напомене:

Настало издвајањем из насеља Раковица 2001. године. 1981. и 1991. године подаци садржани у насељу Раковица.